# Willem de Sitter
Willem de Sitter   (Snits, 6 de maig de 1872 - Leiden, 20 de novembre de 1934) va ser un matemàtic, físic i astrònom neerlandès.
Nascut a Sneek, Williem De Sitter va estudiar matemàtiques a la Universitat de Groningen, on va treballar per al laboratori astronòmic. Entre 1897 i 1899 va treballar a l'Observatori de la Ciutat del Cap a Sud-àfrica. El 1908 va ser nomenat professor d'Astronomia a la Universitat de Leiden, també va ser director de l'Observatori d'aquesta ciutat des de 1919 fins a la seva mort.
De Sitter va fer les seves principals contribucions al camp de la Cosmologia física. El 1932 va ser coautor juntament amb Albert Einstein d'un treball, en el qual argumentaven que pot existir grans quantitats de matèria que no emetin llum, actualment coneguts com a forats negres. També va destacar pel concepte d'Univers De Sitter, una solució per a la teoria de la relativitat general d'Einstein en la qual no hi ha materia i una constant cosmològica positiva. Això resulta en una expansió exponencial, Univers buit. De Sitter també va ser famós per la seva investigació del planeta Júpiter. Va morir el 20 de novembre de 1934 a Leiden.